# Modelo Bismarckiano

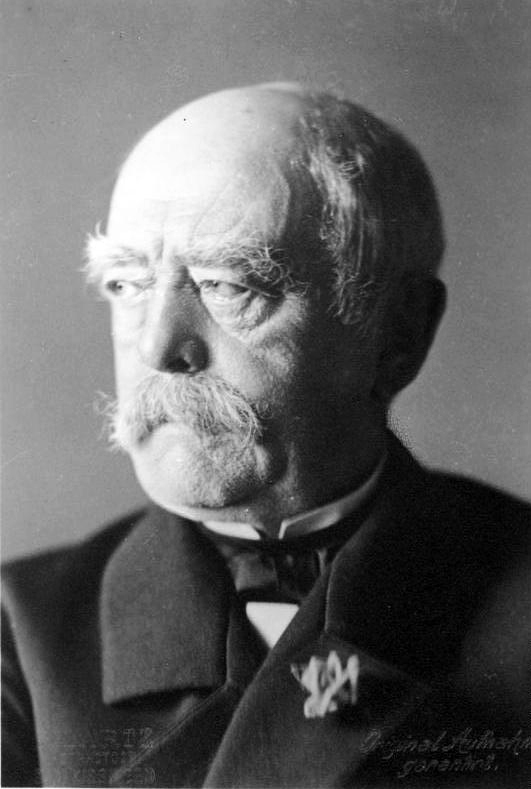
Otto von Bismarck

O modelo Bismarckiano (também conhecido como "Modelo de Seguro Social de Saúde") é um sistema de assistência à saúde no qual as pessoas pagam uma taxa para um fundo que, por sua vez, paga as atividades de assistência à saúde, que podem ser fornecidas por instituições estatais, outras instituições de propriedade de órgãos governamentais ou uma instituição privada. O primeiro modelo de Bismarck foi instituído por Otto von Bismarck em 1883 e concentrou seus esforços em fornecer curas aos trabalhadores e suas famílias. Desde o estabelecimento do primeiro Modelo Beveridgiano em 1946, em que o foco era fornecer assistência médica como um direito humano a todos com financiamento por meio de impostos, quase todos os sistemas de Bismarck se tornaram universal e o Estado começou a fornecer seguro ou contribuições para aqueles que não podiam pagar. 

## Exemplos
Países como Alemanha, Áustria, Suíça e Chéquia têm assistência médica de Bismarck, enquanto países como Coréia do Sul e Países Baixos,, embora tenham um seguro estatal básico, têm uma presença privada muito mais forte nos sistemas de provedores e seguros de saúde.
Na Europa, países como França, Hungria e Eslováquia, embora teoricamente tenham o sistema de Beveridge, têm algum grau de política de Bismarck em suas leis. Alguns na Itália argumentam que o sistema social-sanitário da Lombardia, que prescreve a igualdade entre os setores público e privado e o pagamento por desempenho, tem algumas características típicas de um sistema Bismarck.

## Vantagens
O Euro Health Consumer Index chama a afirmação "Bismarck derrota Beveridge" de "característica permanente" desde 2014. Os modelos Bismarckianos geralmente têm acessibilidade significativamente maior, tempos de espera menores e, graças à concorrência entre as operadoras, maior qualidade e um sistema de saúde mais voltado para o consumidor.
Estudos mostram que a introdução do modelo Bismarckiano na Alemanha levou a uma queda significativa na mortalidade.

## Críticas
Como no sistema de saúde de Bismarck o financiamento principal são as contribuições, as pessoas em situação de pobreza não podem pagar e têm cobertura limitada. Em alguns países, como a Suíça, o custo do seguro é alto e continua a crescer, levando parte da população a não ter seguro suficiente.
Outra crítica é que, como as instituições são pagas por desempenho, algumas localidades isoladas podem ter pouca cobertura hospitalar. 
Embora seja significativamente mais rápido obter atendimento primário em um sistema Bismarck do que em um sistema Beveridge, alguns argumentam que alguns atendimentos eletivos podem ser mais lentos até mesmo em um sistema Bismarck do que em um sistema de saúde de livre mercado, como o Estados Unidos.